# 金剛手院

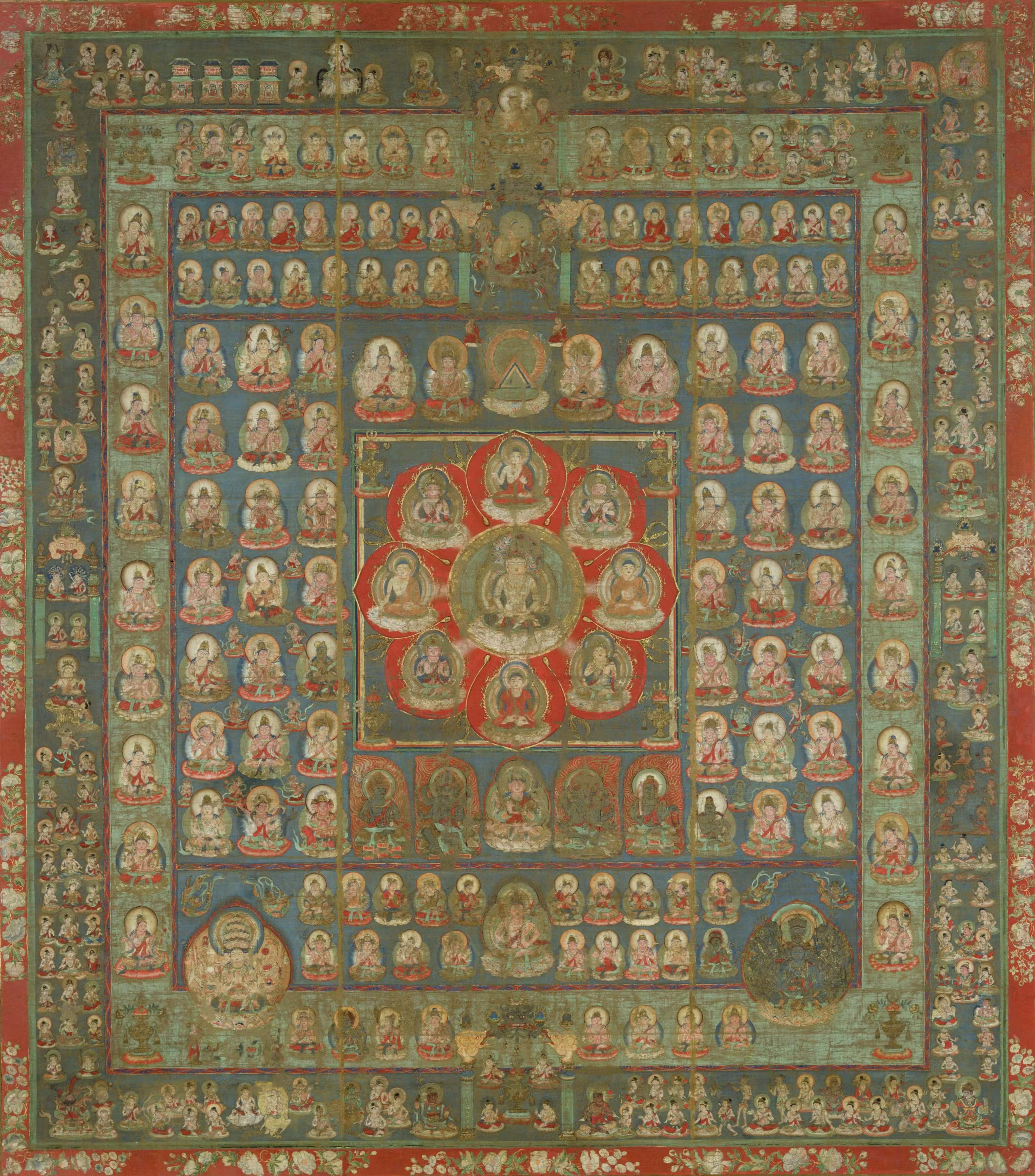
胎蔵曼荼羅

金剛手院（こんごうしゅいん）は両界曼荼羅の一つ胎蔵曼荼羅の中央右（中台八葉院の右側）に位置する区画（院）。
「金剛部院（こんごうぶいん）」ともいう。煩悩を破る智慧を象徴する。
21の菩薩が座する。
| 発生金剛部菩薩 ほっしょうこんごうぶぼさつ va      | 虚空無垢持金剛菩薩 こくうむくじこんごうぼさつ hūṃ | 金剛輪持金剛菩薩 こんごうりんじこんごうぼさつ sitrya |
| 金剛鈎女菩薩 こんごうこうにょぼさつ aḥ            | 金剛牢持菩薩 こんごうろうじぼさつ hūṃ             | 金剛説菩薩 こんごうせつぼさつ su                     |
| 金剛手持金剛菩薩 こんごうしゅじこんごうぼさつ hūṃ | 忿怒金剛寺菩薩 ふんぬこんごうじぼさつ hūṃ         | 懌悦持金剛菩薩 ちゃくえつじこんごうぼさつ hūṃ        |
| 金剛薩埵菩薩 こんごうさったぼさつ hūṃ             | 虚空無辺超越菩薩 こくうむへんちょうおつぼさつ hūṃ | 金剛牙菩薩 こんごうげぼさつ hūṃ                      |
| 持金剛鋒菩薩 じこんごうほうぼさつ hūṃ             | 金剛鎖菩薩 こんごうさぼさつ vaṃ                   | 離戯論菩薩 りけろんぼさつ hūṃ                        |
| 金剛拳菩薩 こんごうけんぼさつ hūṃ                 | 金剛持菩薩 こんごうじぼさつ hūṃ                   | 持妙金剛菩薩 じみょうこんごうぼさつ hūṃ              |
| 忿怒月黶菩薩 ふんぬがってんぼさつ hrīḥ            | 持金剛利菩薩 じこんごうりぼさつ hūṃ               | 大輪金剛菩薩 だいりんこんごうぼさつ hūṃ              |